# ۱۱۰ (قمری)
۱۱۰ (قمری)، صد و دهمین سال در گاهشماری هجری قمری است. اول محرم این سال برابر با بیستم آوریل سال ۷۲۸ میلادی است.

## وابسته
- نافع مدنی